# Азартні ігри у Фінляндії
Азартні ігри в Фінляндії є легальними та повністю контролюються через державну монополію Veikkaus.

## Історія
Єдиною компанією, що легально організовує азартні ігри в країні, є державна Veikkaus Oy, що діє з 1950-х років. Для підтримки монополії, МВС Фінляндії планує уповноважити Національне поліцейське управління ввести чорний список міжнародних операторів, які надають послуги фінським громадянам. Також фінські банки повинні будуть блокувати рух коштів між цими операторами й фінськими гравцями.
Щорічний прибуток від цього бізнесу сягає 1,1 млрд євро.
1 січня 2017 року оператори Veikkaus Oy, RAY (Фінська асоціація гральних автоматів) та Fintoto були об'єднані в єдину компанію. Державна монополія покликана зменшити негативні економічні та соціальні наслідки азартних ігор та запобігти зловживанням.
Діяльність лотерей регулюється фінським Законом про лотереї. За дотриманням законів слідкує Міністерство внутрішніх справ. Декрет уряду регламентує виграші, виплачувані гравцям, їхнє округлення, максимальну кількість ігрових автоматів, кількість ігор у казино та кількість гральних кімнат, а також кількість казино, їхнє розташування та години роботи.
МВС Фінляндії міністерство внутрішніх справ розпочало проєкт реформування Закону про лотереї в січні 2020 року. Мета проєкту полягає, серед іншого, у вивченні необхідності реформування Закону про лотереї, зокрема для подальшого вдосконалення запобігання та зменшення шкоди, заподіяної азартними іграми. Метою є подання урядової пропозиції щодо реформи до парламенту в червні 2021 року.
Гравці в інтернеті повинні ідентифікувати себе, щоб підтвердити, що їм виповнилося 18 років, та підтвердити місце проживання. З 2021 року гравцям також потрібно ідентифікувати себе для використання ігрових автоматів у громадських місцях.